# Gottfried von Einem

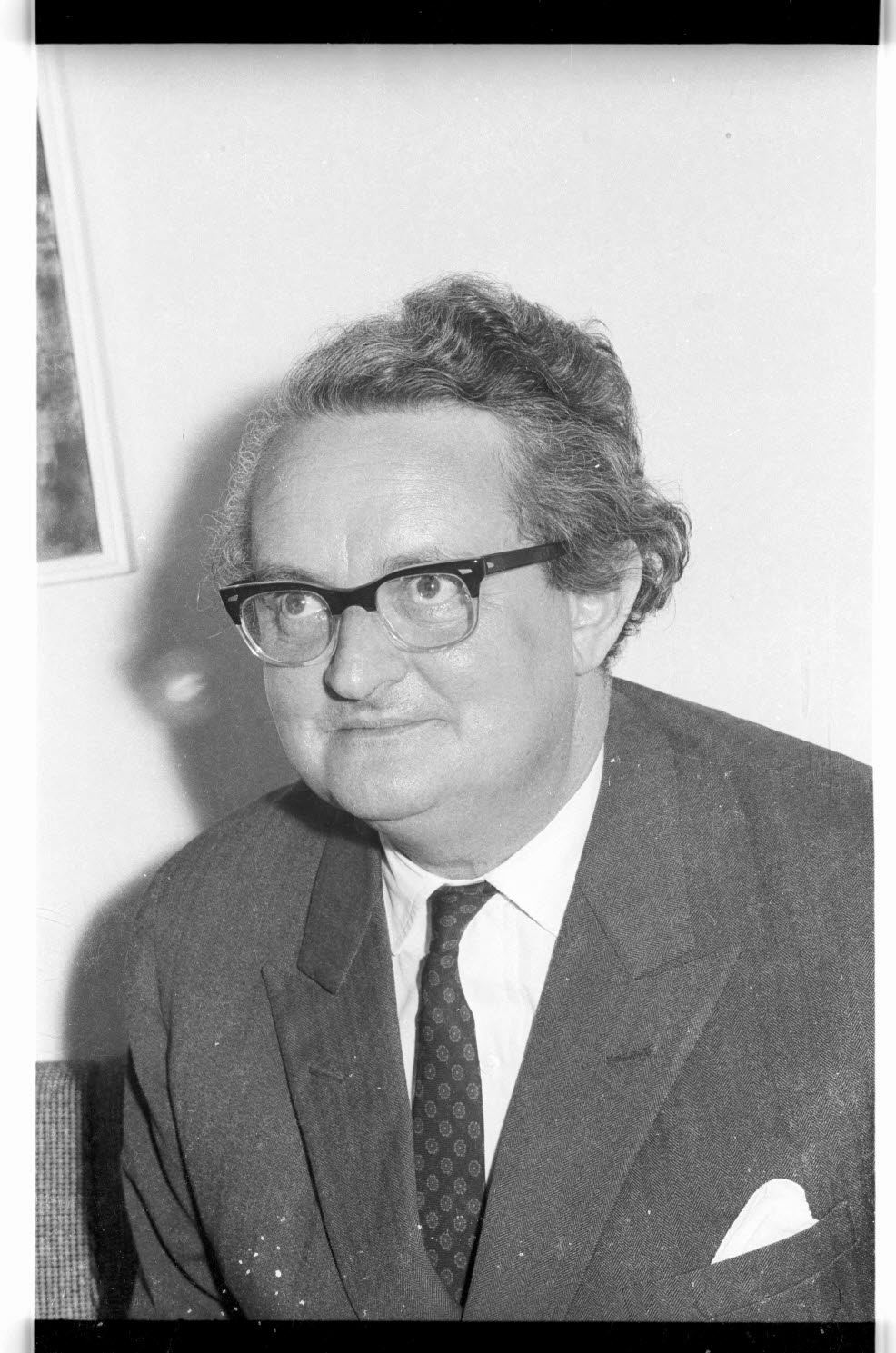
Gottfried von Einem in 1966

Gottfried von Einem (Bern, 24 januari 1918 – Waldviertel (Neder-Oostenrijk), 12 juli 1996) was een Oostenrijks componist.
Na een autodidactisch begin studeerde hij bij Boris Blacher en ontwikkelde nadien zijn eigen gematigde kenmerkende stijl. In 1938 begon hij zijn carrière als koorrepetitor aan de Berlijnse opera, ook was hij toen tevens assistent bij het Bayreuther festival.
Vanaf 1944 adviseerde hij de Dresdener Staatsopera op muzikaal gebied. Na de oorlog bekleedde hij belangrijke functies bij de Salzburger Festspiele en de Wiener Festwochen. In 1954 werd hij artistiek adviseur aan de Weense Staatsopera. Van 1961-1972 was hij professor aan het Weense Conservatorium en van 1965-1970 tevens voorzitter van de Oostenrijkse Muziekacademie. 
In 1965 werd hem de Grote Oostenrijkse Staatsprijs toegekend.

## Werken

### Opera's
- Dantons Tod (1947, Salzburg)
- Der Prozess (1953, Salzburg)
- Der Zerrissene (1964, Hamburg)
- Der Besuch der alten Dame (1971, Wenen)
- Kabale und Liebe (1976, Wenen)
- Jesu Hochzeit (1980, Wenen)
- Tulifant (1990, Wenen)

### Balletten
- Prinzessin Turandot (1944)
- Medusa (1957)

### Overige werken
- Toneelmuziek
- Koorwerken
- Liederen
- Kamermuziek en
- Orkeststukken, waaronder diverse soloconcerten.

- Biblioteca Nacional de España: XX1639777
- Bibliothèque nationale de France: cb14789337x (data)
- CiNii: DA07407367
- Gemeinsame Normdatei: 118529552
- International Standard Name Identifier: 0000 0001 1477 2472
- Library of Congress Control Number: n80158641
- Nationale Bibliotheek van Letland: 000140233
- MusicBrainz: 3b90a8fa-26e9-4691-8ba8-d8c99b5aeb53
- Nationale Bibliotheek van Tsjechië: ola2002161254
- Nationale bibliotheek van Australië: 35460583
- Nationale Bibliotheek van Israël: 987007260609405171
- Nederlandse Thesaurus van Auteursnamen: 071573461
- LIBRIS: 184704
- SNAC: w67m09cv
- Système universitaire de documentation: 030697026
- Trove: 960810
- Virtual International Authority File: 89754173
- WorldCat: E39PBJtH7ry448fqVG9dtfmw4q